# Надія (фільм, 1920)
Надія (англ. The Hope) — американська драма режисера Герберта Блаше 1920 року.

## У ролях
- Джек Мулхолл — Гарольд, лорд Інгестра
- Маргаріт Де Ла Мотт — леді Бренда Керілон
- Рут Стоунхаус — Олів Волтбарн
- Френк Елліотт — Гектор Грант
- Лілліен Ленгдон — графиня Інгестра
- Майме Келсо — герцогиня Ремінгтона
- Артур Клейтон — капітан Джеймісон
- Дж. П. Морс — санітар
- Боббі Макк — Ліддон
- Герберт Грімвуд — Майкл